# Fiskmås
Fiskmås (Larus canus) är en fågel som tillhör familjen måsfåglar som häckar över stora delar av Europa och Asien och merparten är flyttfåglar. Den påminner om gråtruten men är betydligt mindre och slankare. Som adult i sommardräkt har den grå ovansida och är i övrigt vit, med gul näbb och ben, och svarta vingspetsar med vita slantar. Juvenilen är spräcklig och denna dräkt ruggas sedan i omgångar tills den anlägger adult dräkt under sitt tredje levnadsår.
Fiskmåsen häckar i en mängd olika biotoper i närheten av vatten men återfinns också i stadsmiljö. Den häckar både i större kolonier och som enstaka par. Fiskmåsen lägger vanligtvis en kull om året som i snitt innehåller tre ägg. Paret ruvar och tar hand om ungarna tillsammans. Fiskmåsen är en allätare som ofta söker föda i närheten av människan och kan flyga långa sträckor från häckningsplatsen för att födosöka. Den tar fisk och fiskavfall, musslor, daggmask, hushållsavfall, insekter som flygmyror, bär och utsäde.
Fiskmåsen har ett mycket stort utbredningsområde och världspopulationen är stor varför den kategoriseras som livskraftig (LC). Nordamerikanska arten kortnäbbad mås behandlades fram tills nyligen som en del av fiskmåsen, men urskiljs numera vanligen som egen art.

## Utbredning och systematik
Fiskmåsen häckar över stora delar av Europa och Asien, generellt mellan 50:e och 70:e breddgraden. Den häckar i hela Skandinavien och förekommer såväl vid kusterna som inne i landet. Över absoluta merparten av sitt utbredningsområde är den en flyttfågel men förekommer året om, lokalt, främst utmed kusterna, av södra Skandinavien, Storbritannien, Baltikum, Polen, Tyskland, Nederländerna och Frankrike, och utmed kusten av sydvästra Kanada. Individantalet på dessa vinterlokaler skiftar beroende på hur kall vintern är.

### Underarter
Fiskmåsen delas idag in i tre underarter med följande utbredning:
- europeisk fiskmås[6] Larus canus canus – nominatformen häckar i hela norra Europa, från Island och Storbritannien i väster och österut till Vita havet och Kaninhalvön i nordvästra Ryssland. Den övervintrar i norra Afrika.
- rysk fiskmås[7] Larus canus heinei (syn. L. c. major) – häckar öster om Kaninhalvön till och med floden Lena. Den övervintrar vid Svarta havet och Kaspiska havet.
- Larus canus kamtschatschensis – häckar Från floden Lena och längre österut, norr om Ochotska havet, och på Kamtjatka till Berings hav. Den övervintrar i Sydostasien.

Tidigare behandlades den nordamerikanska kortnäbbade måsen (Larus brachyrhynchus) som underart till fiskmåsen och vissa gör det fortfarande. Ursprungligen beskrevs den som egen art, men kategoriserades 1931 som underart till fiskmåsen. Sedan 2021 urskiljs den återigen av de tongivande taxonomiska auktoriteterna Clements et al. och International Ornithological Congress (IOC). Sveriges ornitologiska förenings taxonomiska kommitté följde efter 2022. Artstatusen motiveras utifrån en kombination av genetiska, lätesmässiga och morfologiska skillnader. Det finns en enda säker observation av den i Europa, vilket skedde på Azorerna i februari–mars 2003.

### Förekomst i Sverige
Fiskmåsen häckar vid vatten i hela Sverige ända upp i fjällvärlden. Skogsbygderna i exempelvis Dalsland och det inre av Norrland koloniserades först under en expansion som inleddes under 1930-talet. På vintern flyttar merparten av den svenska populationen, men några stannar kvar utmed Sveriges södra kuster. Antalet övervintrande fåglar beror på hur varma vintrarna är.

## Utseende

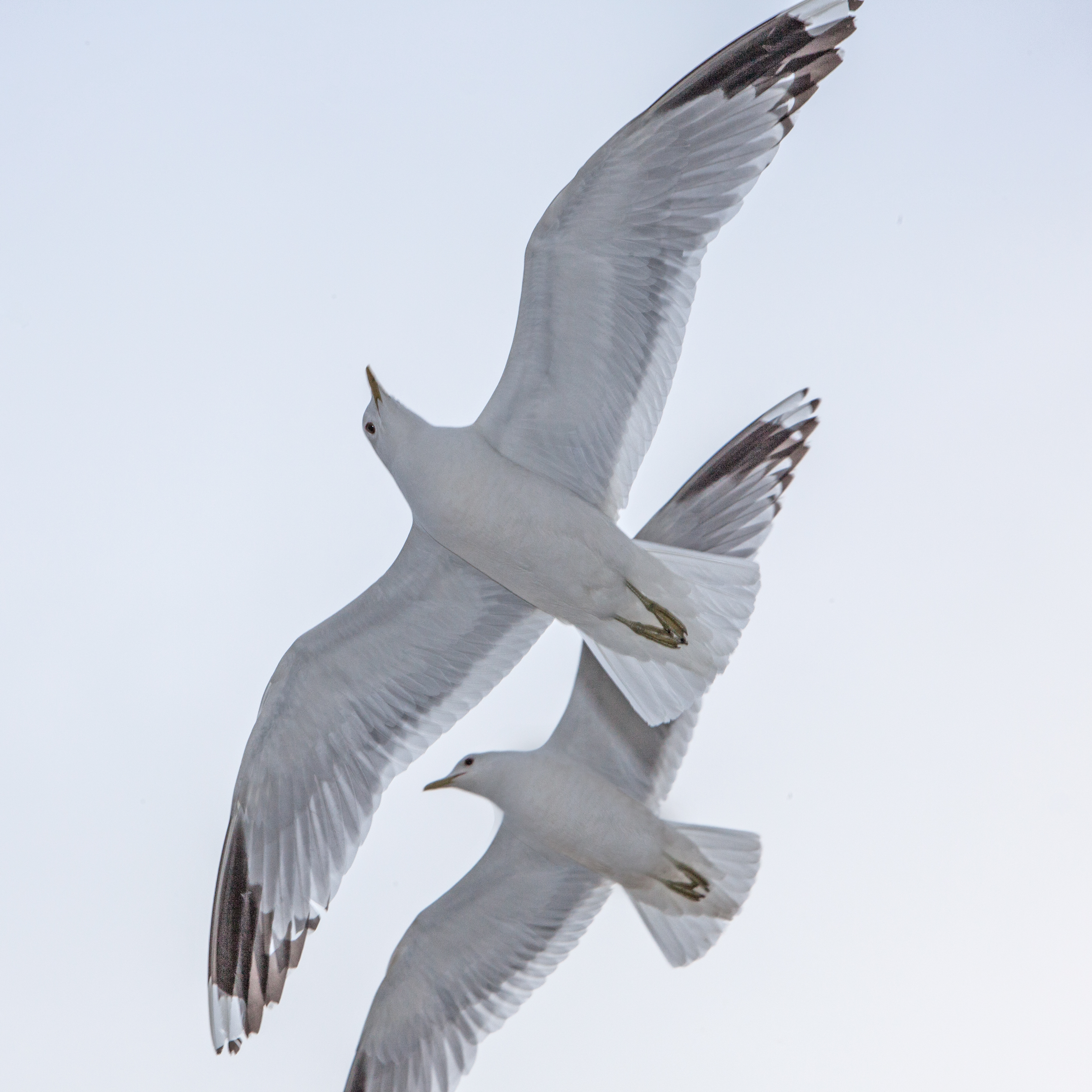
Flygande fiskmås av nominatformen L. c. canus.

Fiskmåsen har tre åldersklasser. Dess längd är 40–46 centimeter och vingspannet 100–115 centimeter. Vikten varierar mellan 394 och 586 gram. Den påminner om gråtruten men är betydligt mindre och slankare. Den har också smalare näbb, rundare huvud och en spänstigare, snabbare flykt än gråtruten. Könen är lika men kan könsbestämmas genom att honan är något mindre. Bland annat skiljer sig näbblängden åt där honans näbb är något kortare. Hos nominatformen gäller att honornas näbb är mindre än 88,5 millimeter och hanarnas är större än 91,0 millimeter.
I adult dräkt är den grå på ovansida av vingarna och på ryggen. Bröst, undergump, övergump och stjärt är vita. Svarta yttre handpennor med stor vit fläck s.k. "slant". Den har ljust gulgröna ben och gul näbb. Huvudet är vitt på sommaren och gråstreckat på vintern, då också näbben blir grönare inne vid näbbroten, och den får ett svart streck som skiljer av den gula näbbspetsen.

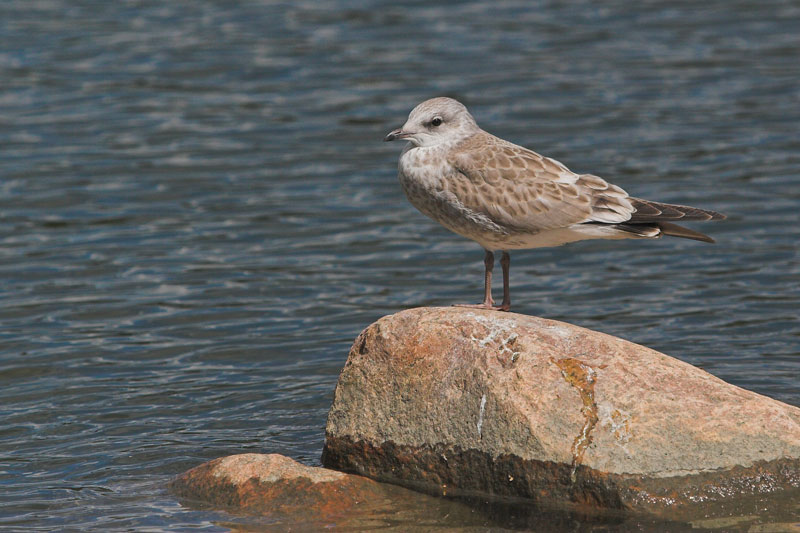
Juvenil av nominatformen.

Den juvenila fiskmåsen har en brungrå spräcklig teckning på ovansidan, undersidan vattrat gråvit, och den har ett gråbrunt brett bröstband som går upp bakom nacken. Dess ben och näbben är rosa utom näbbspetsen som är svart. Den har ett brett ändband på stjärten som kontrasterar mot den vita övergumpen, som också har några grå prickar. Undersidan av vingarna är precis som ovansidan grovt fläckade i gråbrunt.
Fiskmåsen i sin första vinterdräkt har ruggat till en grå rygg. Det mesta av de brungrå bröstbandet är borta och benen har blivit ljusare rosa. Även näbben är mer distinkt färgad med rosa näbbrot och svart näbbspets. Den har fortfarande sitt distinkta ändband, huvudet är gråstreckat och vingundersidorna fläckiga i grått, svart och brunt.
Fiskmåsen i sin andra vinterdräkt har inget brunspräckligt kvar i sin fjäderdräkt. Den är grå på ryggen och ovansida av vingarna. Stjärt, övergump, undergump, vingundersidor, kroppsidor och mestadelen av bröstet är helvit. Huvudet är gråstreckat. Benen är nu ljust gulgröna och näbben har ett kraftigt svart tvärband mellan den gulgröna näbbroten och den gråvita näbbspetsen. "Slanten" är liten och den har mer svart på handpennespetsarna och handtäckarna upp till vingknogen än den adulta som har mer skarp avgränsning mellan det svarta och grå på vingovansidan.

### Dräktskillnader mellan underarterna
Fiskmåsar varierar i utseende varför det inte alltid går att underartsbestämma en fiskmås som inte befinner sig på sitt häckningsområde. Utöver detta uppvisar canus och heinei en klinal övergång i västra Ryssland och heinei och kamtschatschensis kan överlappa i nordöstra Sibirien. Nedanstående beskrivningar gäller typiska individer för sina respektive underarter:
- L. l. canus är den ljusaste och minsta underarten och väger som adult 290–480 gram.[18][19]
- L. c. heinei är större än nominatformen, har grövre näbb och väger som adult 315–550 gram.[18][19]
- L. c. kamtschatschensis är den största underarten och väger som adult 394–586 gram. Den skiljer sig dräktmässigt från nominatformen under andra vintern, då den har ett svart ändband på stjärten precis som brachyrhynchus. Vissa individer har gråprickig övergump och somliga individer har ett lika kraftigt ändband andra vintern som nominatformen har första vintern.[18][19]

### Skillnader gentemot kortnäbbad mås
Kortnäbbad mås är mycket lik fiskmåsen, men är något mindre med som namnet avslöjar relativt kort näbb. Jämfört med nominatformen av fiskmås har den också mörkare grått på rygg och vingovansida. Fiskmåsen har vidare mer svart på vingspetsarna och mer mitt på huvudet vintertid. Näbben är även gulare och kan olikt kortnäbbad mås ha ett svart band även sommartid. Dräktmässigt skiljer den sig främst från nominatformen canus när fågeln är juvenil eller under första vintern. Kortnäbbad mås är då mycket mörkare med en brungrå fjäderdräkt. Under första vintern ljusnar dräkten något rnen förblir kontrastlös och saknar tydliga svarta eller vita partier. Ung fiskmås har då tydligt avgränsat smalt svart band på stjärten, tydliga brunaktiga spetsar på undre vingtäckarna och generellt vitare buk med mer spridd bandning och fläckning, särskilt på sidorna. Vidare uppvisar fiskmåsen också ett svagt band tvärs över armpennorna och mörka yttre handpennor underifrån. I ansiktet är den ljus runt näbbroten och i pannan, där ung kortnäbbad mås är typiskt brunstreckad. Även under första sommaren har kortnäbbad mås en ljusbrun grundton där fiskmåsen av nominatformen är vit. Andra vintern har kortnäbbad mås fortfarande kvar ett suddigt svart ändband på stjärten, medan fiskmåsens är helvit. På sittande fågel syns också att kortnäbbad mås har svarta teckningar på några av tertialerna.

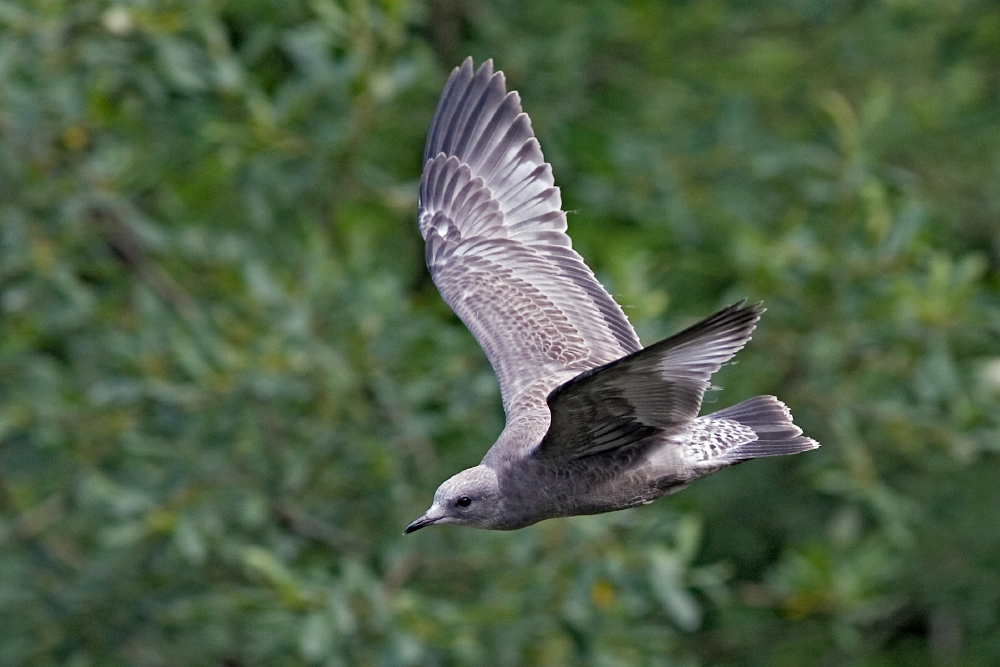
Juvenil brachyrhynchus.

## Läten
Fiskmåsen lockar med välkända gnälliga "gia". Vid oro hörs ihärdiga "gli-u gli-u...". Det galande revirlätet beskrivs som "ke ke ke kliiih-a... kliiih-a... kej-a kej-a kej-a kej-a kej-a ke ke". Alla läten är mer ljusröstade än gråtrutens motsvarande.

## Ekologi

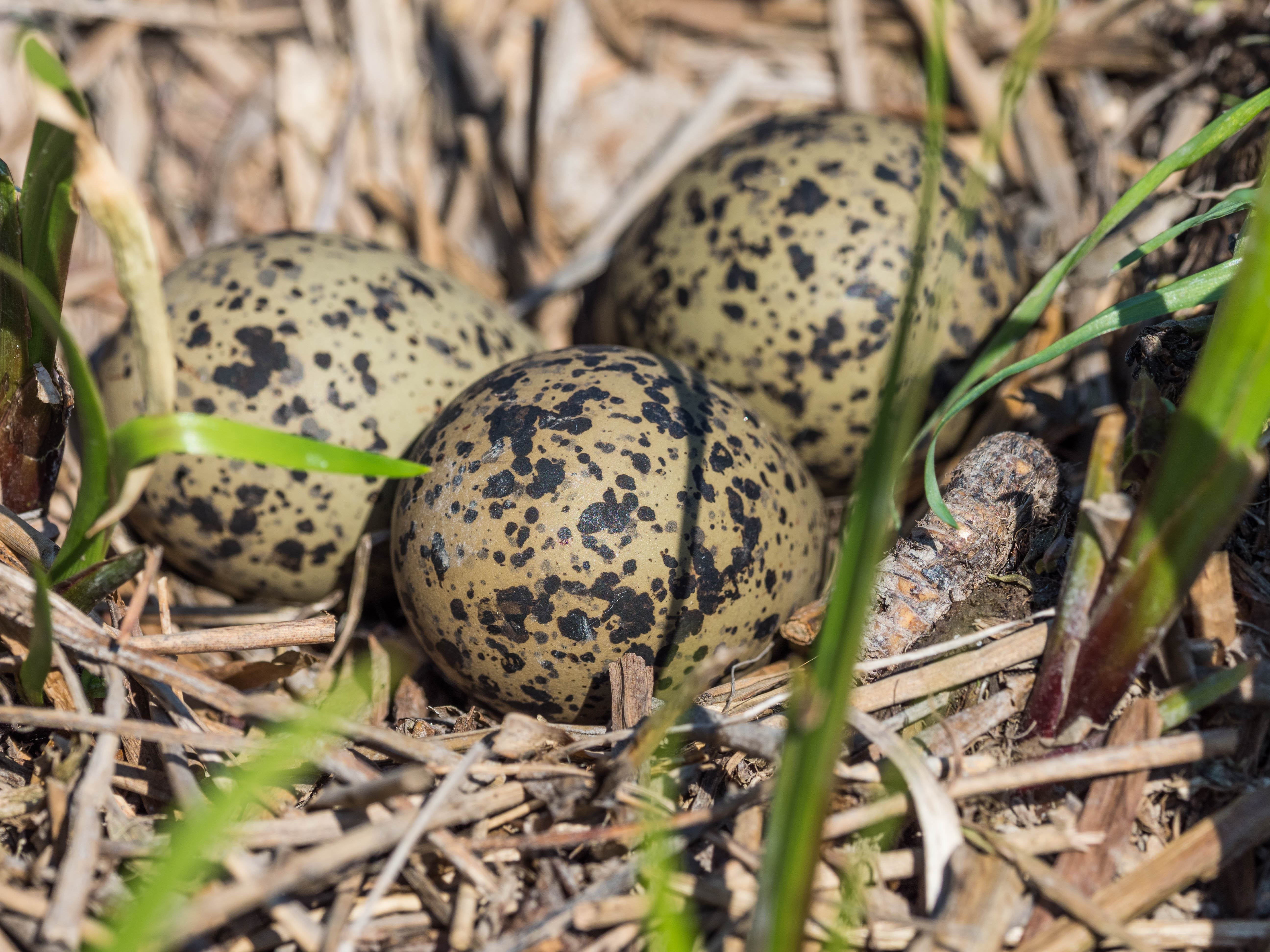
Fiskmås-ägg

Fiskmåsen häckar i en mängd olika biotoper i närheten av vatten som exempelvis stora sjöar, mindre skogstjärnar och utefter kusten. Utmed kusterna och vid stora insjöar häckar den ofta i stora kolonier. Den återfinns också i stadsmiljö, men inte i samma utsträckning som gråtruten.
Kolonihäckande fåglar placerar bona rätt glest på marken med omkring en fyra meters lucka. Ensamhäckande par kan placera sitt bo lite varstans, på hustak, i träd eller på ett större stenblock på en åker. Boet är en skålformad konstruktion av växtmaterial.
Fiskmåsen häckar första gången vid tre till fem års ålder. Den lägger i snitt tre ägg som paret ruvar i mellan 23 och 28 dygn. Föräldrarna tar sedan gemensamt hand om ungarna, som blir flygfärdiga efter cirka 35 dygn. Vanligtvis lägger den sin enda kull i början till mitten av maj.

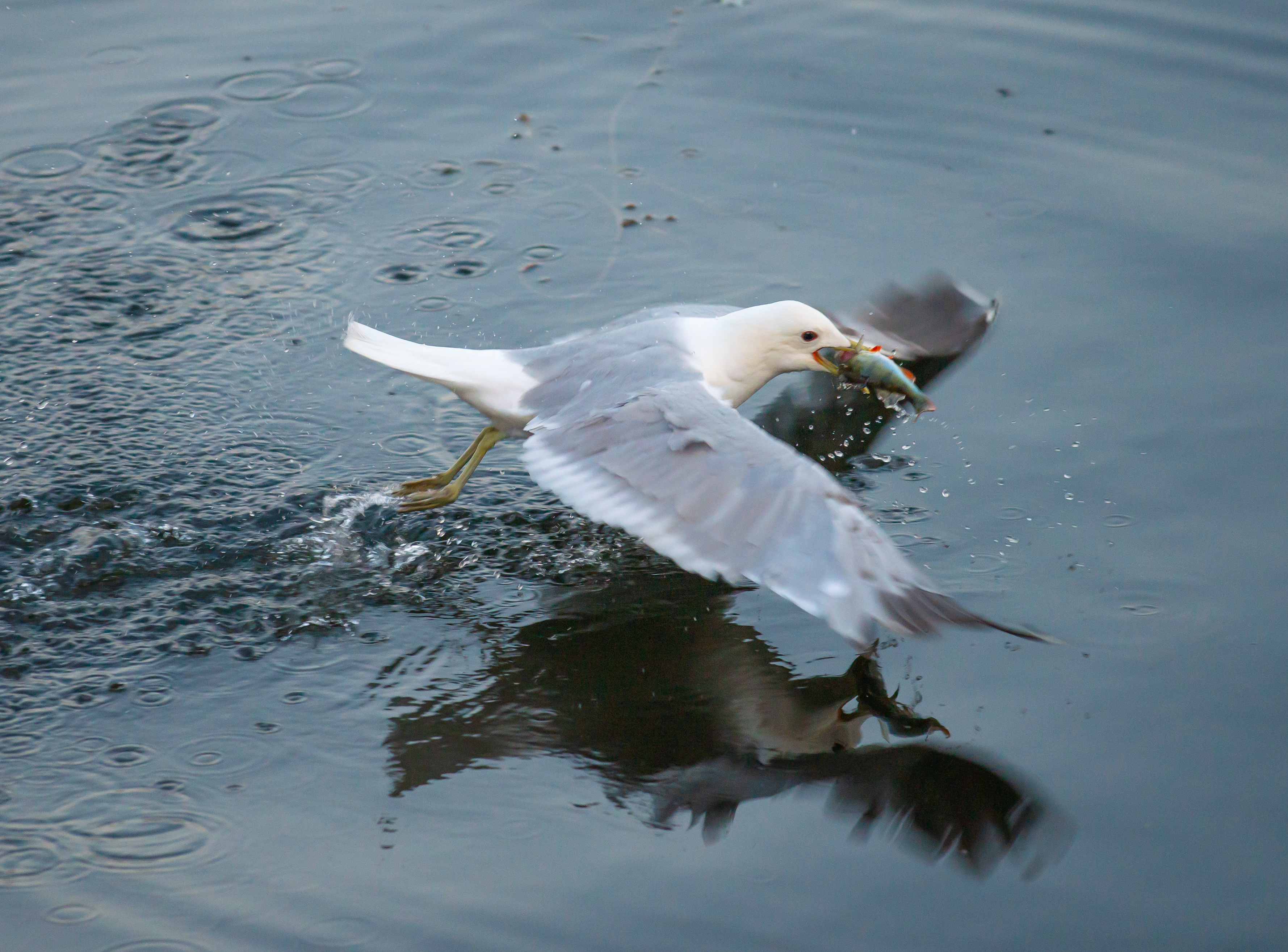
Fiskmås fångar en abborre i Stockholms ström 2021.

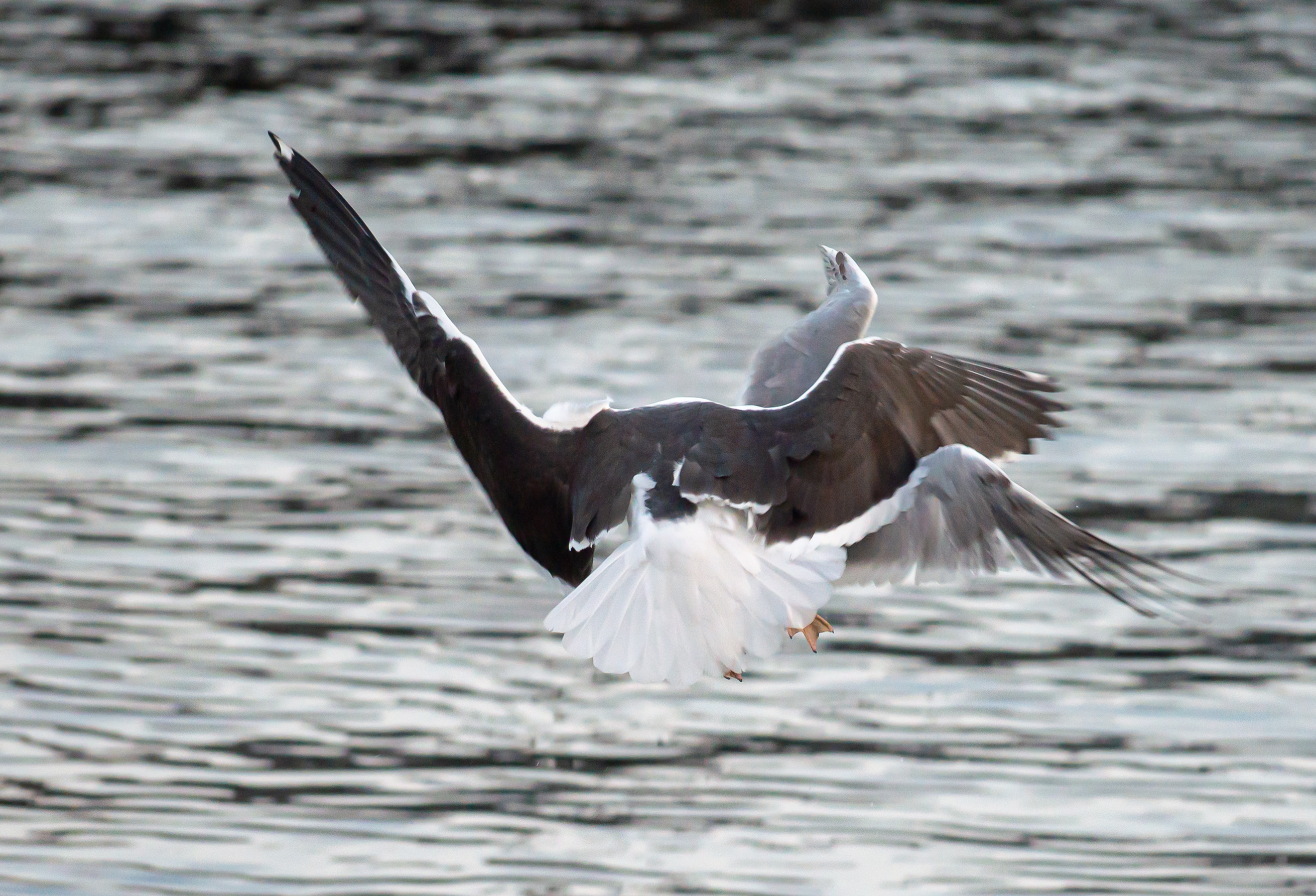
Fiskmås som fångat ett laxyngel i Stockholms ström attackeras av en silltrut.

Fiskmåsen är en allätare som ofta födosöker i närheten av människan och kan flyga långa sträckor från häckningsplatsen för att finna föda. Den tar fisk och fiskavfall, musslor, daggmask, hushållsavfall, insekter som 

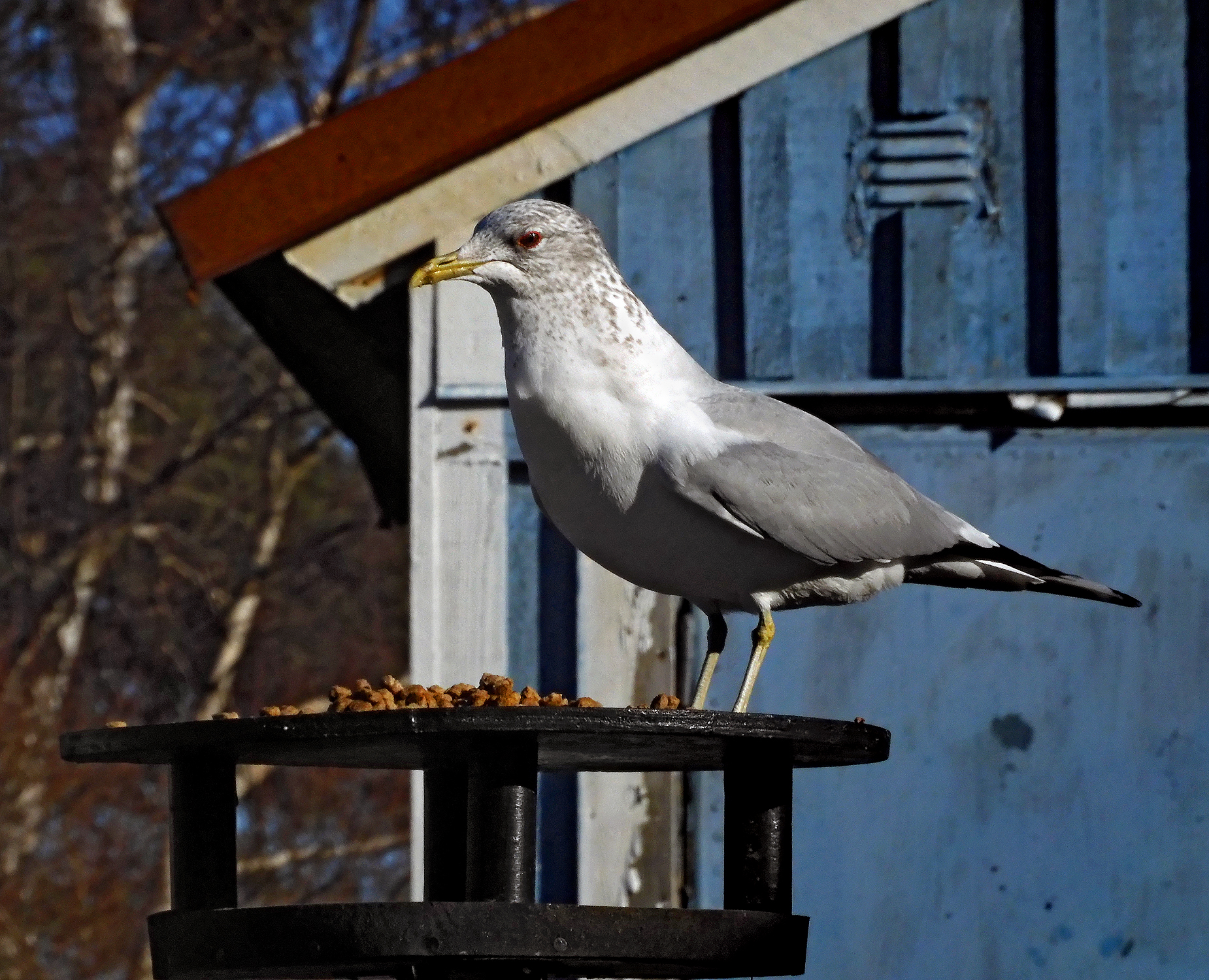
En Fiskmås födosöker vid ett fågelbord.

flygmyror, bär och utsäde.

## Fiskmåsen och människan

### Status och hot
Internationella naturvårdsunionen IUCN bedömer hotstatus för fiskmås i bred mening, det vill säga inkorporerande kortnäbbad mås. Den sammanlagda populationen har ett mycket stort utbredningsområde på över 10 000 000 km² och världspopulationen uppskattas till mellan 1 700 000 och 4 400 000 individer. På grund av detta kategoriserar IUCN arten som livskraftig (LC). Arten är dock lokalt hotad och i Turkmenistan utrotad.

#### Status i Sverige
I Sverige har fiskmåsens utbredning och populationstäthet varierat. På 1930-talet expanderade arten och koloniserade bland annat skogsbygderna i Dalsland och det inre av Norrland. Det svenska beståndet av häckande fiskmåsar har uppskattats till mellan 100 000 och 200 000 par. Naturvårdsverket uppskattade i maj 2008 att trenden för den svenska populationen ur ett 30-årsperspektiv är stabil. Senare studier visar dock att den numera minskar i antal, så pass att den upptas som nära hotad (NT) på Artdatabankens rödlista från 2020.

### Namn
Det vetenskapliga namnet Larus canus betyder "grå mås". Den äldsta kända nedskrivingen av ordet "fiskmås" härstammar från 1582, men detta trivialnamn är med stor sannolikhet mycket äldre. Redan 1330 finns fiske maka omnämnd, men det är osäkert om det är fiskmås eller någon annan måsfågel som åsyftas. Ordet "mås" har germanskt ursprung. På fornsaxiska hette den mĕu, på medelnederländska mĕwe, på tyska mŏwe och på engelska mew.

### Bygdemål
Det finns många dialektala namnformer för fiskmåsen i olika landskap som feskanåpa i Småland, feskemåns i Värmland,fiskmåke i Närke, fiskmåns eller fiskmååns i Västergötland, gjuse på Öland, lövgjuse i Östergötland och måga i norra Bohuslän. Andra dialektala namn är måk, måke, (fisk)måse, måge, homåka, gale och glimås.
| Namn                | Trakt         | Förklaring                                          |
| ------------------- | ------------- | --------------------------------------------------- |
| Feskanåpa           | Småland       | Nåpa kommer av nappa, fågeln nappar fisk ur vattnet |
| Feskemåns           | Västergötland |                                                     |
| Fiskmåke            | Närke         |                                                     |
| Fiskmåns, fiskmååns | Värmland      |                                                     |
| Fiskmåse, måse      | —             |                                                     |
| Gale, Måve          | Bohuslän      |                                                     |
| Gjuse               | Öland         |                                                     |
| Glimås              | —             |                                                     |
| Homåka              | —             |                                                     |
| Lövgjuse            | Östergötland  |                                                     |
| Måk, måke           | —             |                                                     |

### Folktro
Måsen förekommer ofta i folktron, dock är det ofta omöjligt att veta om det just är fiskmåsen som avses.
En vanlig sägen är att måsen är själen från en avliden människa, och då ofta en skeppsbruten. Detta är förmodligen orsaken till att fiskmåsen på många håll ej har fått dödas. Den har också fungerat som orakel. Exempelvis trodde man i delar av Finland att det blev ett dåligt skördeår om den häckade långt från sjön, och i Torslunda i Skåne sade man att det blev ett gott år om fiskmåsen följde nära efter harven eller plogen. På flera håll tolkades det som att det skulle bli oväder om fiskmåsarna från havet flög in över land.
På Tjörn sade man förr att fiskmåsen skriker: "Se silla! Ta a! Ta a! Ta a!"